# Acacia stictophylla
Acacia stictophylla (лат.) — кустарник, вид рода Акация (Acacia) семейства Бобовые (Fabaceae), эндемик Виктории (Австралия).

## Таксономия
Впервые этот вид был официально описан в ботаническом журнале Muelleria в 2009 году. До этого был включён в состав вида Acacia leprosa и часто упоминался как «вариант хребта Данденонг».

## Ботаническое описание
Acacia stictophylla — округлый или конический кустарник 2-4 м высотой. Веточки мелкоребристые, рёбра гладкие или очень слабо опушённые. Филлодии (разросшиеся черешки) от узкоэллиптических до ланцетно-эллиптических, иногда линейные, 50-90 мм в длину и 3-6 мм в ширину, слабо или умеренно изогнутые, иногда прямые. Соцветия в основном простые. Цветоносы 4-8 мм (до 10 мм) длиной и диаметром 0,5 мм с довольно длинными волосками (примерно до 0,5 мм). В соцветии 30-50 лимонно-желтых цветков. Чашелистики соединённые со соседними. Плоды — бобы — линейные длиной 20-60 мм и шириной 3-4 мм, приподнятые над семенами по средней линии, ярко-красные, от гладких до очень редко опушённых. Семена продолговатые, 3,5-4,5 мм длиной, чёрные.

## Распространение и местообитание
Acacia phlebophylla — эндемик штата Виктории. Ареал ограничен окрестностями хребта Данденонг в Мельбурне. Растёт на склонах холмов в высоких эвкалиптовых лесах или открытых лесах, на умеренно крутых склонах или иногда во влажной прибрежной растительности вдоль водотоков, на белой супеси или глине, образованной из силурийского песчаника или аргиллита.

## Охранный статус
Он внесен в список «Редких в Виктории» в Консультативном списке редких или находящихся под угрозой исчезновения растений Департамента устойчивого развития и окружающей среды штата Виктория.
Международный союз охраны природы классифицирует вид, как вымирающий.